# 巴登的塞西莉埃
巴登的塞西莉埃（德語：Cäcilie von Baden，1839年9月30日—1891年4月12日）是德国巴登大公利奥波德一世的女儿和俄罗斯帝国大公夫人。
1857年，塞西莉埃和俄罗斯沙皇尼古拉一世的幼子米哈伊爾·尼古拉耶維奇在冬宫结婚。
她丈夫并不喜欢她的名字，因此她在改宗东正教后在俄罗斯被称为奧爾加·費奧多羅芙娜（俄語：Ольга Фёдоровна）。两人的感情十分好，塞西莉埃先后诞下七名孩子，其中三名儿子在后来的十月革命被布尔什维克党员杀害。